# Railcare Group

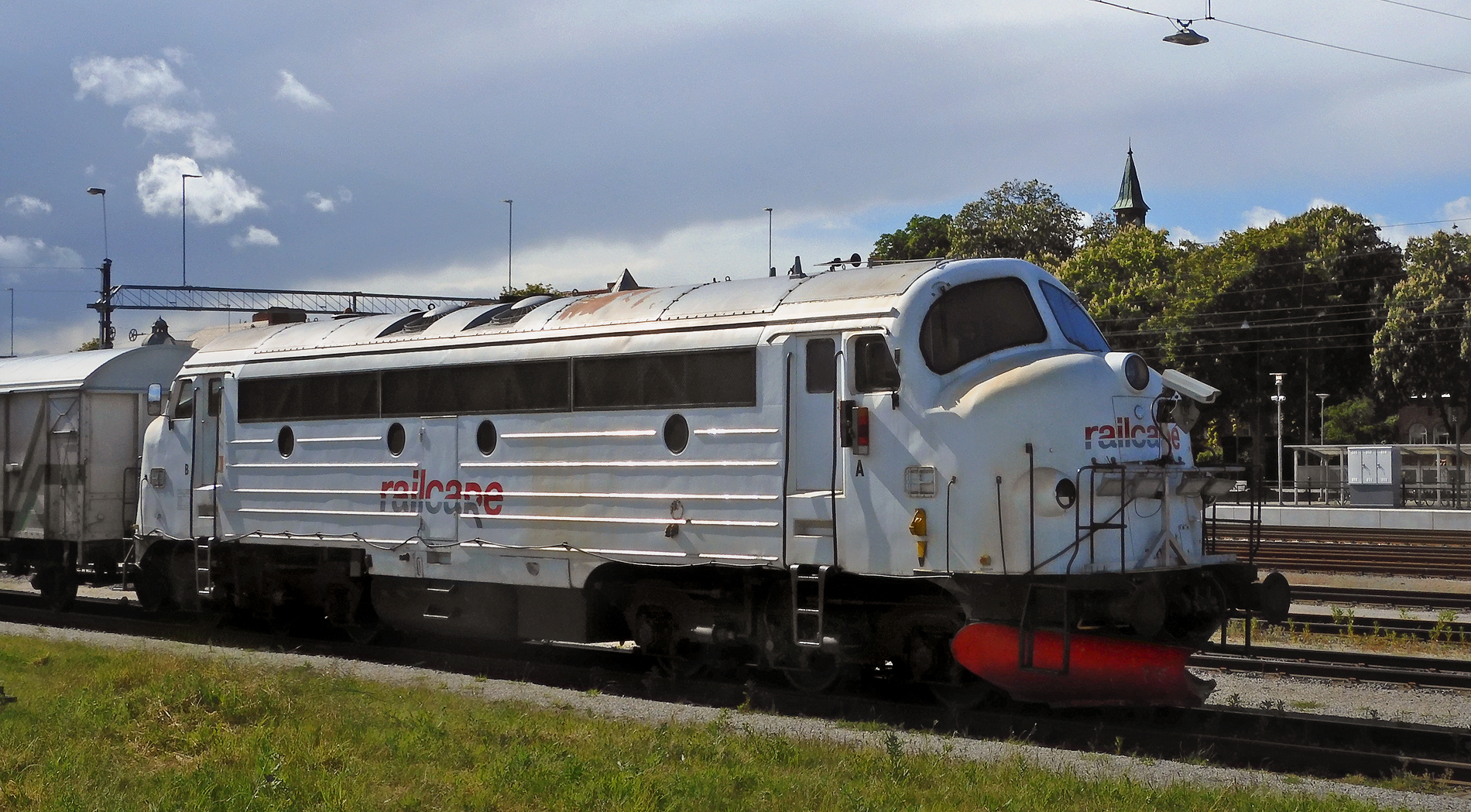
Eine Nohab TMY Railcare-Lokomotive in Ystad, Schweden

Die Railcare Group ist eine schwedische Aktiebolag und führt Aufträge zur Instandhaltung von Bahnanlagen und Fahrzeugen mit eigenen Maschinen und Werkstätten durch. Die Tochtergesellschaften sind unter anderem auf den Maschinenbau, die Bereitstellung von Fahrzeugen und den Güterverkehr spezialisiert.
Railcare Group beschäftigt 131 Mitarbeiter und erzielt einen Jahresumsatz von 370,6 Mio. SEK (2019). Der Hauptsitz des Unternehmens befindet sich in Skelleftehamn.

## Geschichte
1992 entwickelte Ulf Marklund von Skanska AB ein Konzept für eine Bettenreinigungsmaschine mit einem Staubsauger, mit dem nach Gleisumbauten das neue Gleisbett gereinigt werden konnte. Damit gründete er die Firma Railvac. Zehn Jahre später war Railvac zu einem größeren Unternehmen gewachsen, das mit dieser Methode eine Nischentechnologie bearbeitete. Die Firma wurde in Railcare umbenannt. 2004 wurde die Railcare Group ein Sammelbegriff für mehrere Unternehmen der Gruppe. Railcare Contracting wurde nach dem Zusammenschluss mit IM Consulting gegründet, in dem das Personal von IMC übernommen wurde. IMC legte seinen Schwerpunkt auf das Bau- und Projektmanagement. Im gleichen Jahr wurde Bantåg Nordic AB übernommen.
2006 trat BaneService Danmark AS der Railcare Group bei, um das Konzept von Railcare in Dänemark zu vermarkten. Im gleichen Jahr wurde die Railcare Group AB als offizielle Muttergesellschaft für alle anderen Railcare-Unternehmen gegründet. 2008 übernahm die Railcare Group Three T AB – ein Schwesterunternehmen von Bantåg Nordic AB (später Railcare Tåg AB) – in Ånge, die Lokomotiven, Güterwagen und Personal vermietete.
Am 15. August 2013 wurden Railcare Tåg AB und die für den regionalen Güterverkehr in Dänemark zuständige Railcare Danmark A/S an Captrain Deutschland verkauft. Diese firmierten dann als Captrain Sweden AB und Captrain Denmark ApS.

## Railcare T
Am 1. Januar 2016 fusionierte Three-T AB mit Railcare Logistik AB unter dem neuen Firmennamen Railcare T.
Für die Durchführung der Transportaufgaben besaß Railcare T im Oktober 2019 folgende Lokomotiven:
- zwei RCT T68
- vier RCT TMZ
- fünf RCT TMY
- fünf RCT TMX
- zwei RCT T44
- zwei RCT T43

Dazu kommen 164 Güterwagen für den Containertransport, den Holztransport sowie Flachwagen mit Rungen, die vermietet werden.
Im März 2023 war der Lokomotivbestand:
- eine RCT TMX
- zwei RCT T43
- eine RCT Z43
- eine RCT Z65
- eine RCT Di 3
- eine RCT Z67
- zwei Rangierlokomotiven von Lokomo, Baujahr 1970
- eine Rangierlokomotive von ASJ-F, Baujahr 1957
- eine T334 von CKD
- sechs RCT TMX
- fünf RCT TMY
- vier RCT TMZ
- vier RCT T68

### Bahnbetriebswerk Skelleftehamn
Die Wagenwerkstatt in Skelleftehamn ist auf die Wartung von Güterwagen spezialisiert und verfügt über Kräne mit einer Tragfähigkeit von 100 Tonnen. Railcare ist als ECM-Unternehmen für Güterwagen und Güterwagenwartung zertifiziert.

### Bahnbetriebswerk Långsele
Die Lokomotivwerkstatt befindet sich in Långsele an der Stambanan genom övre Norrland und verfügt über 14 Gleise für leichte und schwere Wartungsarbeiten sowie Kräne mit einer Tragfähigkeit von bis zu 100 Tonnen. Am 1. April 2025 übernimmt Railcare die Firma Y-ettan AB, die bisherige Eigentümerin der Immobilie.

## Neuverträge
Railcare unterzeichnet Ende 2020 einen Zehnjahresvertrag mit dem Bergbauunternehmen Kaunis Iron AB im Wert von 740 Mio. SEK. Der Vertrag tritt am 16. November 2021 in Kraft und gilt bis zum 16. November 2031. Er ersetzt frühere Verträge ab 2018, die bis zum 15. November 2021 gelten. Bis zum 31. Oktober 2020 hat Railcare 1400 Eisenerztransporte für Kaunis Iron durchgeführt.
Die während der Vertragslaufzeit zu verwendenden Wagen sind im Besitz von Kaunis Iron AB. Die Strecken- sowie die Rangierlokomotiven werden von Railcare T bereitgestellt. Railcare T ist für die Zugzusammenstellung im Zusammenhang mit dem Umschlag des in Kaunisvaara geförderten Eisenerzes am LKW-Kaunis-Verladeterminal in Pitkäjärvi außerhalb von Svappavaara und im Hafen von Narvik sowie für den Transport dazwischen verantwortlich. Railcare wird an sieben Tagen in der Woche zwei Zugfahrten pro Tag mit einem Volumen von rund 2,3 Millionen Tonnen Eisenerz pro Jahr durchführen.
Trafikverket hat mit Railcare im August 2022 Verträge über die Stellung von Bereitschaftslokomotiven vereinbart, die vier Jahre lang laufen. Die Standorte der Lokomotiven, die rund um die Uhr für Not- und Sonderfälle zur Verfügung stehen, sind Långsele, Boden, Vännäs und Kiruna. Der Vertrag für die in Borlänge stehende Lokomotive wurde bis 26. Oktober 2025 verlängert. Dazu stationiert Railcare drei neue Lokomotiven Effishunter 1000 in Vännäs, Boden und Kiruna. So werden ältere Diesellokomotiven ersetzt.

## Besonderes
Anfang Oktober 2020 präsentierte Railcare die weltweit größte batteriebetriebene Wartungsmaschine MPV (Multi Purpose Vehicle). Die selbstfahrende Wartungsmaschine ist mit Vakuum- und Hydraulikpumpen und einer Führerkabine ausgestattet, sodass das Fahrzeug als Ergänzung zur Bettenreinigungsmaschine und den Schneeräumern sowie als Zugfahrzeug für Schotterwagen während der Gleisarbeiten eingesetzt werden kann.